# Letní paralympijské hry 2028
Letní paralympijské hry 2028, oficiálně XVIII. letní paralympijské hry (anglicky 2028 Summer Paralympics), se budou konat ve americkém Los Angeles. Slavnostní zahájení proběhne 22. srpna 2028, ukončení se pak uskuteční 3. září 2028.
V USA se uskuteční paralympiáda již počtvrté. První letní paralympijské hry proběhly v roce 1984 v New Yorku, v roce 1996 v Atlantě a zimní paralympijské hry v roce 2002 v Salt Lake City. V Los Angeles se měla konat paralympiáda v roce 1984, když hostila letní olympijské hry 1984, ale tým obchodní organizace v Los Angeles však akci odmítl zorganizovat. Proto se nakonec uskutečnila v New Yorku.

## Kandidátská města
Města, která chtěla hostit Letní olympijské hry 2024, musela do 15. září 2015 podat kandidaturu. Kandidaturu podaly Paříž, Boston, Budapešť, Hamburk a Řím. Místní veřejné mínění o pořádání her v Bostonu bylo rozlišné; průzkum z března 2015 ukázal, že 52 % obyvatel Bostonu bylo proti jejich hostování. Dne 27. července 2015 Olympijský výbor Spojených států odmítl svou nabídku na pořádání olympijských her v Bostonu s odvoláním na nedostatek veřejné podpory a nejistoty v nabídce. Na další den se Olympijský výbor Spojených států obrátil na Los Angeles ohledně vstupu jako náhradního uchazeče na letní olympiádu 2024 poté, co Boston svou nabídku upustil. Dne 1. září 2015 hlasovala Rada města LA 15:0, aby podpořila nabídku na pořádání her. Dne 29. listopadu 2015 se konalo v Hamburku referendum, ve kterém 51,6 % občanů hlasovalo proti nabídce na olympijské hry. Řím 21. září 2016 stáhl kandidaturu poté, co nedostal politické záruky od městu. Dne 22. února 2017 Budapešť svou nabídku stáhla poté, co petice proti nabídce shromáždila více podpisů, než je nezbytné pro referendum.
Po těchto vystoupení nabídek měst se MOV sešla v Lausanne, aby diskutoval nad nabídkovým procesem na letními olympiády v roce 2024 a 2028. Mezinárodní olympijský výbor formálně navrhl zvolení hostitelských měst letních olympiád v roce 2024 a 2028 najednou v roce 2017. Návrh byl schválen na mimořádném zasedání MOV 11. července 2017 v Lausanne. MOV zavedl postup, při kterém by se výbory organizátorů LA 2024 a Paříž 2024 setkaly s MOV, aby diskutovaly o tom, kdo bude pořádat hry v roce 2024 a kdo bude hostit hry v roce 2028 a zda by bylo skutečně možné vybrat hostitelské město pro oba současně.
Po rozhodnutí o udělení her 2024 a 2028 současně byla Paříž považována za preferovaného pořadatele olympijských her 2024. Dne 31. července 2017 MOV oznámil, že Los Angeles je jediným kandidátem olympijských her 2028, čímž se Paříž stala jediným kandidátem olympiády v roce 2024.
Los Angeles byla zvolena jako pořadatelské město 13. září 2017 na 131. zasedání MOV v Limě v Peru.
| Město       | Země | 1. kolo     |
| ----------- | ---- | ----------- |
| Los Angeles | USA  | Jednohlasně |

## Soutěže
Na XVIII. Letních paralympijských hrách se bude soutěžit v celkem 22 sportovních odvětvích.

### Sportovní odvětví
| - Lukostřelba - Atletika - Badminton - Boccia - Cyklistika - Silniční cyklistika - Dráhová cyklistika | - Jezdectví - Fotbal (5-a-side) - Goalball - Judo - Parakanoistika - Paratriatlon | - Powerlifting - Veslování - Střelba - Plavání - Stolní tenis - Taekwondo | - Volejbal (sezení) - Basketbal (vozíčkáři) - Šerm (vozíčkáři) - Ragby (vozíčkáři) - Tenis (vozíčkáři) |